# Tekniska Föreningen i Finland
Tekniska Föreningen i Finland r.f., TFiF, är en svenskspråkig ideell organisation för diplomingenjörer, arkitekter, naturvetare och studerande. Den grundades år 1880 och är Finlands äldsta ingenjörs- och arkitektförening. Föreningen har drygt 4 700 medlemmar av vilka cirka 1 500 är teknologer eller studerande inom naturvetenskaper. Arbetsmarknadsorganisationen för ovan nämnda yrkesgrupper är Teknikens Akademikerförbund TEK som även företräder de finskspråkiga diplomingenjörerna, arkitekterna, naturvetarna och studerande.
Föreningen äger huset vid Eriksgatan 2 vid hörnet av Georgsgatan i Helsingfors där de även har sin medlemslokal Orfeus Lounge gemensamt med DIFF - Ingenjörerna i Finland. Huset byggdes 1962 och planerades av arkitekterna Rurik Packalén, Per-Mauritz Ålander och Karl-Erik Hagner. Hyresgäster i huset är bland andra flera restauranger och Lilla teatern.
Medlemmar i Tekniska Föreningen i Finland är diplomingenjörer, arkitekter och naturvetare (ordinarie medlemmar) och teknologer och naturvetenskapsstuderande (yngre medlemmar).
Medlemmar av Tekniska föreningen i Finland har redigerat och publicerat Finlandssvenska tekniker band IV–VIII.